# Gabriela Satková
Gabriela Satková (* 2. prosince 2001 Brno) je česká vodní slalomářka, která jezdí především disciplínu kánoe (C1), ale soutěží také v kajaku (K1).
Z mistrovství světa ve vodním slalomu je jejím největším individuálním úspěchem bronzová medaile v disciplíně kánoe (C1) z bratislavského šampionátu v roce 2021. V kolektivní soutěži kánoe (C1) hlídky získala tituly v letech 2021 a 2022.
V roce 2023 závodí za Univerzitní sportovní klub Praha sídlící u slalomové dráhy v Troji. V roce 2023 je jejím trenérem Ondřej Cvikl. 
Její starší sestra Martina Satková je také reprezentantkou ve vodním slalomu.

## Sportovní kariéra
Gabriela Satková reprezentuje Česko od roku 2016, kdy na mistrovství Evropy získala bronzovou medaili v závodech kánoe (C1) hlídky v kategorii do 23 let.

### 2022
V českých kvalifikačních závodech se probojovala do tříčlenné české reprezentace pro závody Světového poháru v kánoi (C1). V celkovém pořadí tohoto ročníku skončila na 5. místě, když ve čtvrtém podniku ve francouzském Pau získala zlatou medaili a v pátém ve španělském La Seu d'Urgell stříbrnou.
Na mistrovství světa v německém Augsburgu dojela v individuálním závodě na kanoi na 7. místě, ale v závodě hlídek vybojovala zlatou medaili.
Na Mistrovství České republiky v jihočeském Lipně získala zlatou medaili v závodě na kanoi. V závodě na kajaku skončila devátá.

### 2023
V tomto roce se také probojovala do tříčlenné české reprezentace pro závody Světového poháru v kánoi. Na druhém podniku tohoto poháru v Praze-Troji vybojovala bronzovou medaili a ve finále světového poháru ve francouzském Vaires sur Marne získala stříbrnou medaili. V celkovém pořadí Světového poháru skončila jako nejlepší z českých reprezentantek na devátém místě.
Na mistrovství světa v anglickém Lee Valley dojela v individuálním závodě na kanoi na 9. místě. V závodech hlídek vybojovala s Terezou Fišerovou a Terezou Kneblovou druhé místo na kanoi.
Na Evropských hrách v polském Krakově, kde se jely závody mistrovství Evropy, získala spolu s Terezou Fišerovou a Terezou Kneblovou zlatou medaili v soutěži hlídek na kánoi (C1). V individuální soutěži (C1) postoupila do finále a v něm obsadila 4. místo.
Na Mistrovství České republiky v jihočeském Lipně získala zlatou medaili v závodě na kajaku. V závodě na kanoi skončila třetí za Terezou Kneblovou a Terezou Fišerovou.

### 2024
V tomto roce se probojovala do české reprezentace pro závody Světového poháru jak v kánoi (zde v nominaci zvítězila),  tak v kajaku (zde skončila třetí). 
V jediném podniku, kterého se před olympijskými hrami zúčastnila – v pražské Troji – zvítězila na kanoi v kategorii C1. Zvítězila pak také ve čtvrtém podniku v italské Ivrei a ve finále ve španělském La Seu d'Urgell získala stříbrnou medaili. V celkovém pořadí poháru skončila třetí na kanoi (za Foxovou a svoji sestrou Martinou) a devátá na kajaku.
Na Mistrovství Evropy vybojovala spolu s Martinou Satkovou a Terezou Kneblovou zlatou medaili v závodě hlídek. V závodě kanoistek získala navíc stříbrnou medaili: Tím si současně vybojovala i právo účasti na Letních olympijských hrách 2024.
Na olympijských hrách obsadila v jízdě na kanoi první místo jak v kvalifikaci, tak v semifinále. Ve finále si nejdříve za dotyk branky připočetla dvě trestné sekundy. Pak dvakrát vyjela z ideální linie, musela tak bojovat proti silnému proudu a skončila sedmá.

### 2025
Také v tomto roce se probojoval do české reprezentace pro závody jak v kajaku, tak v kanoi.
Na Mistrovství Evropy v Paříži vybojovala stříbrnou medaili v kategorii K1. V závodě hlídek získala obě zlaté medaile: v kajaku spolu s Antonií Galuškovou a Lucií Nesnídalovou; v kanoi pak se sestrou Martinou Satkovou a s Adrianou Morenovou.